# Informante
Un informante es un miembro de un grupo social cerrado (una organización criminal, una comunidad indígena, un grupo social marginado, una agencia de seguridad, etc.) o de una organización que provee información privilegiada sobre ese grupo u organización a una persona u otra organización que se encuentra fuera del grupo.

## Descripción
En una manera menos formal, un informante puede ser un miembro de una organización criminal, una banda u otro grupo fuera de la ley o perseguido o acosado por las autoridades civiles o militares que les da información a las autoridades sobre el grupo en su conjunto o sobre alguno(s) de sus miembros, con intenciones malévolas o a cambio de una ganancia personal o financiera.
La actitud del público en general hacia los informantes es muy cambiante, según las circunstancias. Cuando el grupo en cuestión está involucrado en la oposición a un régimen opresivo o a una ocupación extranjera, un informante muy probablemente será considerado (por lo menos por aquellos individuos que simpaticen con su causa) como un traidor. Por otra parte, en el caso de bandas criminales que se consideran peligrosas para la sociedad, el uso de informantes puede considerarse útil para la sociedad. En aquellos casos en que no existe consenso sobre el rol de la organización - por ejemplo, muchos grupos autodenominados "luchadores por la libertad", pero identificados por las autoridades como "terroristas" - puede existir discrepancia respecto a la evaluación de los informantes.

## Posición del Informante en la sociedad
El Informante generalmente adopta una posición complicada. Por un lado su integridad lo impulsa a no ser complaciente o tolerante con comportamientos que son reconocidos legalmente, culturalmente o socialmente como incorrectos. Dado que no cuenta con el empoderamiento suficiente para influir o corregir al infractor, busca ir directamente con la autoridad. En el fondo lo hace por el bien común, para que las reglas o normas se cumplan. Esta gestión es reconocida positivamente por quienes tienden a observar las reglas o normas. Por otro lado, quienes están del lado infractor, a pesar de ser conscientes que las acciones son indebidas o imprudentes, juzgan o descalifican socialmente al Informante. Este juzgamiento social expone al "bullying" o al acoso a quien adopta el rol de Chivato. 
Las culturas donde hay mayor observación de las normas y reglas tienden a ser menos tolerantes con los infractores. Sin llegar a la confrontación directa, buscan métodos para delatar al infractor. Llamando directamente a las autoridades o enviando evidencias como fotos y videos.
Por el otro lado, otras culturas pueden tener una posición más crítica y severa en contra del Informante, viéndolo como un traidor de su propia comunidad. Estas culturas normalmente usan diversos términos despectivos para referirse al Informante, como chivato, soplón, delator, entre otros.

## Amenazas a los informantes
Para evitar que un informante haga revelaciones, sin recurrir a eliminarlo llamando la atención y reforzando el peso de su información, los delincuentes pueden recurrir a diferentes medios y niveles de vigilancia, intimidación o amenaza. : Los escenarios con actores están especialmente preparados para manipular a la víctima, confundirla y hacerla dudar de sí misma (Acoso en grupo), inculcarle la idea de que está en una prisión de tipo panóptico y silenciarla. Las personas que vienen a ayudar también son el objetivo. En casos delicados, parte de esta intimidación puede diseñarse de tal manera que la víctima no pueda presentar una denuncia porque los hechos son demasiado sutiles. Conviene adoptar especial vigilancia a la hora de adquirir información sobre quienes nos rodean, a veces sin que ellos se den cuenta o lo quieran, incluso la más inofensiva puede servir al contrario, que presta especial atención al estado de ánimo general de la persona objetivo, a su persona. proyectos, sus ubicaciones y su red de conocimientos. La víctima podrá entonces recurrir a una carta de protección presentada ante un abogado o notario. En el caso más extremo, un asesinato camuflado puede castigar un indicador concreto, siendo muy común el accidente automovilístico simulado o el paro cardíaco inducido.

## En la Antigüedad
En Grecia y Roma antiguas, los informantes (en Roma los delatores) eran un eslabón importante del sistema judicial. Ellos informaban al senado romano sobre temas urgentes y de importancia para la república y posteriormente para el Imperio. 

## Informantes famosos
- Leroy "Nicky" Barnes
- Sammy "The Bull" Gravano
- David Holt
- Henry Hill
- José Canseco
- Frank Lucas
- HMS Royal Oak (1674)
- Leandro Adonio Belli
- Mikel Lejarza "El Lobo"
- Claude Covassi en la operación Memphis